# SINGLES BEST BOX
『SINGLES BEST BOX』（シングルズ ベスト ボックス）は、德永英明のベスト・アルバムのCD-BOX。2009年2月25日に発売。発売元はユニバーサルシグマ。

## 解説
『SINGLES BEST』と『SINGLES B-side BEST』をCD-BOX化した作品。CD盤とCD+DVD盤の2形態で発売。

## 収録曲
1. 『SINGLES BEST』
2. 『SINGLES B-side BEST』

パターン2のみ
1. DVD（2008年11月26日、東京・原宿クエストホールで行われた200名限定招待イベントからの映像）
  1. 小さな祈り〜P.S.アイラヴユー
  2. 僕のそばに
  3. 永遠に
  4. ことば
  5. 大事にするよ
  6. 君のいる場所に僕は生きていく（未公開ビデオ・クリップ）